# Drückeberger

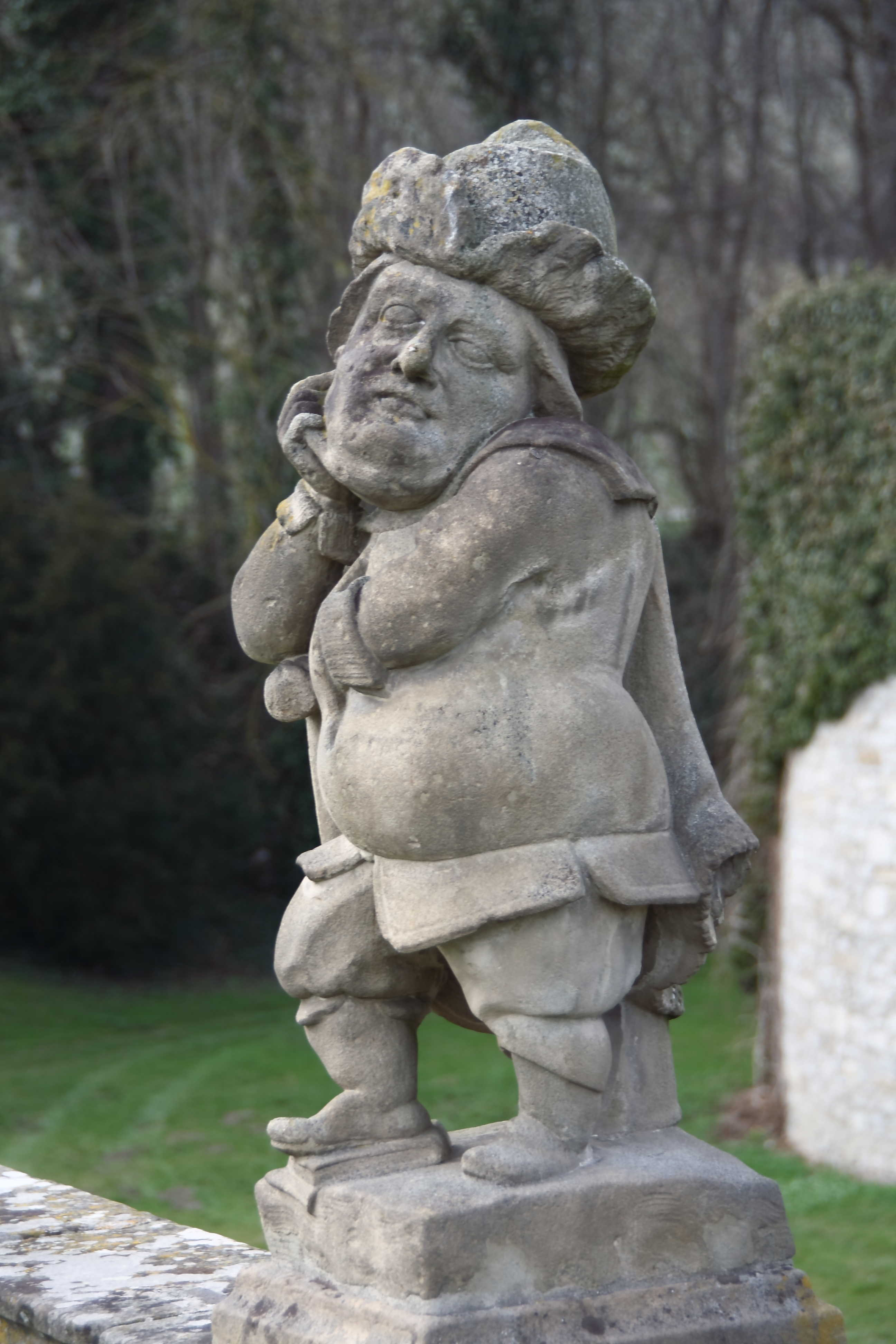
Der Faulpelz, Zwergengalerie Schloss Weikersheim

Als Drückeberger bezeichnet man  umgangssprachlich eine Person, die sich der Übernahme oder Ausführung einer Aufgabe oder Tätigkeit entzieht. In der Betriebswirtschaftslehre fasst man darunter (analog dem englischen Begriff: shirking) die absichtliche Leistungszurückhaltung, insbesondere von Beschäftigten. „Shirking“ wird auch als Problem in der Lohntheorie und in der ökonomischen Theorie der Transaktionskosten (insbesondere im Falle von Teamproduktion) behandelt. Auch in Bezug auf das Militär hat der Begriff Einzug in die öffentliche Diskussion gefunden.

## Etymologie
Das Wort ist nach dem Muster der Herkunftsnamen auf -berger (wie auch Schlauberger) gebildet und beruht auf dem Verb „sich drücken“, für das schon seit dem 13. Jahrhundert die Nebenbedeutung „sich heimlich davonmachen“ belegt ist.

## Deutungen
Unter Drückebergerei versteht man die Verminderung des eigenen Einsatzes unter der Voraussetzung unvollkommener Kontrolle. Die derart nicht geleistete Arbeit oder Aufgabe muss dann von anderen übernommen werden. Der Drückeberger geht der Arbeit gern aus dem Wege. Er spielt dabei eine typische Individualrolle. Vorgesetzte sollten ihn unter Beachtung von Führungsregeln anspornend führen.

## Verwendung des Begriffs in der Politik

### Fahnenflucht
Im Ausgang des Ersten Weltkriegs kam es unter den deutschen Soldaten zu massenhaftem Nicht-mehr-Mitmachen. Die Militärbürokratie belegte dieses Massenphänomen mit dem abschätzigen Begriff der „Drückebergerei“. Rechtlich handelte es sich mitunter um Normen gegen Tatbestände des Militärstrafgesetzbuchs für das Deutsche Reich von 1872.

### Wehrdienstverweigerung
Im Zuge der 68er-Bewegung und dem sprunghaften Anstieg der Wehrdienstverweigerer geriet der Begriff zurück in die öffentliche Diskussion.

### Sich vor dem „Deutschen Gruß“ drücken

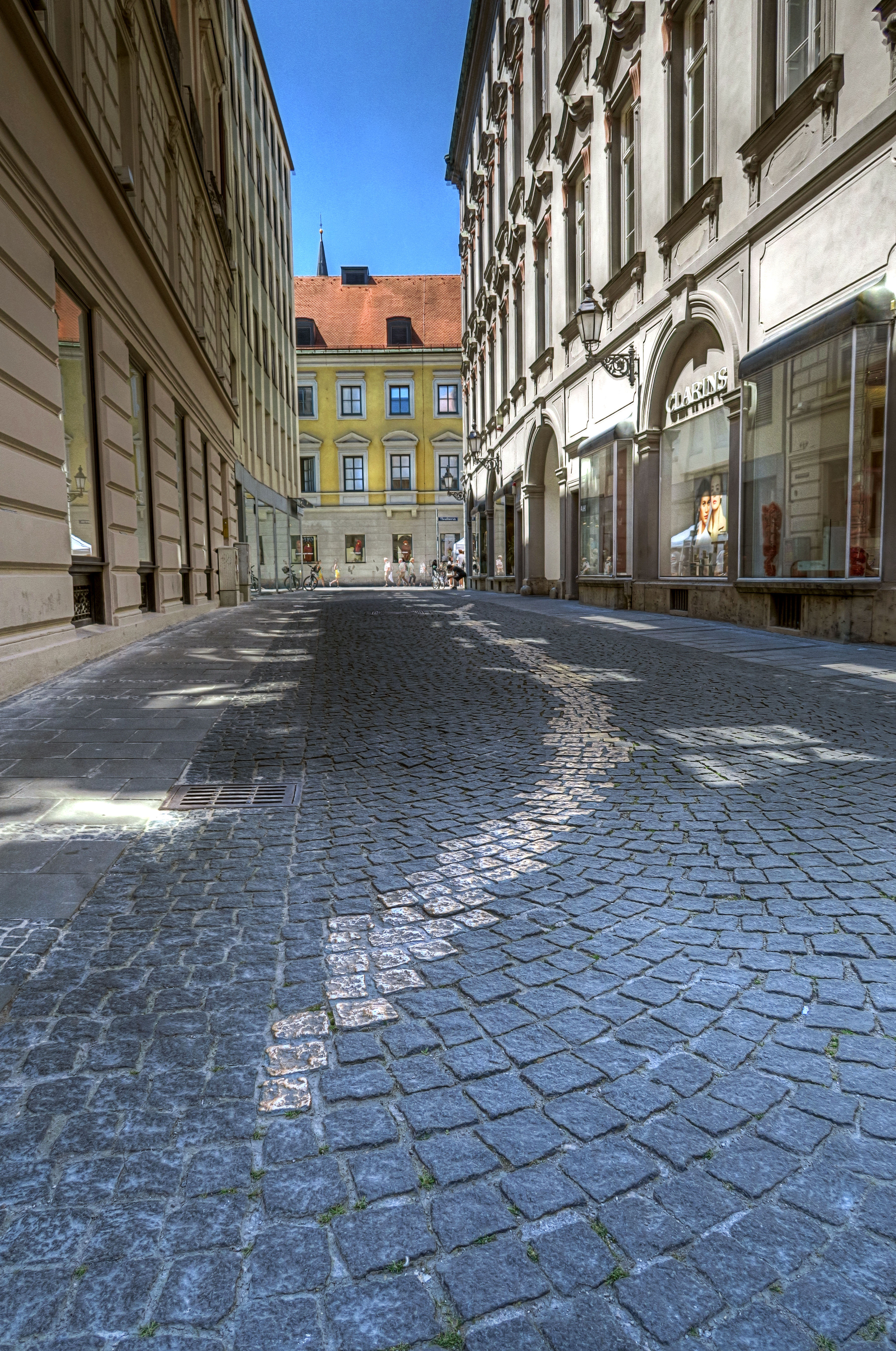
Drückebergergasse mit Bronzespur

In München wurde während der NS-Zeit und auch danach die Viscardigasse im Volksmund als Drückebergergasse bezeichnet, weil man durch ihre Benutzung die NS-Wachen vor der Feldherrnhalle umgehen konnte und somit den „Deutschen Gruß“ nicht entrichten musste.